# Jean-Louis Hersin
Jean-Louis Hersin (Denain, 10 ottobre 1962) è un ex cestista francese.

## Carriera
Con la Francia ha disputato due edizioni dei Campionati europei (1985, 1987).